# Sabana de contraforts del sud-oest de la península aràbiga
La sabana dels contraforts del sud-oest àrab és una ecoregió arbustiva desèrtica i xèrica del sud de la Península Aràbiga, que abasta part de l'Aràbia Saudita, el Iemen i Oman. L'eco-regió ocupa elevacions moderades al sud-oest muntanyós de la península. El desert de boira costanera de la Península Aràbiga es troba entre la sabana de contraforts i la costa de la Mar Roja i del golf d'Aden. A altituds més elevades, la sabana de contraforts fa transició cap als boscos muntanyencs del sud-oest àrab. Al nord i a l'est, el desert tropical i semidesèrt nubo-sindià, més sec, es troba entre la sabana de contraforts i els deserts hiperàrids de l'Aràbia Central.

## Estat de conservació
L'estat és definit com "En perill crític".